# Rogues de Memphis
Maillots
Les Rogues de Memphis (en anglais : Memphis Rogues) étaient une franchise américaine de soccer (football) basé à Memphis qui a été active de 1978 à 1980. Ils participent à trois saisons de NASL entre 1978 et 1980 sans connaître de succès leur permettant d'atteindre les séries éliminatoires.

## Historique

### Repères historiques
- 1978 : fondation du club sous le nom des Rogues de Memphis
- 1980 : le club est dissout

### Histoire
La franchise de Memphis est désigné comme franchise d'expansion à compter de la saison 1978. L'entité des Rogues est fondée en octobre 1977 par Harry T. Mangurian Jr. (en) et Bill Marcum. Les propriétaires veulent un éléphant en tant que mascotte et nomment la franchise les Rogues de Memphis. L'anglais Malcolm Allison est choisi comme premier entraîneur du club, mais avant le début de la saison il est remplacé par Eddie McCreadie. 
Les Rogues font leur entrée en North American Soccer League en 1978. Lors de leur première rencontre officielle, les Rogues affrontent les Rowdies de Tampa Bay le 1er avril 1978 et s'inclinent sur le score de 2-1, où l'anglais John Faulkner (en) inscrit le premier but de l'histoire du club,. Une semaine plus tard, pour une première rencontre à domicile au Liberty Bowl Memorial Stadium, les Rogues disposent du Fury de Philadelphie (en), devant 17 251 spectateurs dans une soirée qui marque le début du soccer professionnel à Memphis,. Les Rogues terminent troisièmes de leur conférence et ne se qualifient pas pour les séries éliminatoires. 
Ces mauvais résultats entraînent le remplacement d'Eddie McCreadie par Charlie Cooke. Les Rogues terminent derniers de leur conférence et ne se qualifient pas pour les séries pour la deuxième fois. 
Avant le début de la saison 1980, la franchise est vendue à Avron Fogelman (en), propriétaire des Chicks de Memphis (en),,. Les Rogues terminent quatriemes de leur conférence et ne se qualifient pas pour les séries éliminatoires pour la troisième fois de suite. De nombreuses difficultés en interne, notamment en raison du comportement de joueurs ayant des démêlés avec la police locale, facilitent la décision du nouveau propriétaire de vendre ses droits de franchise à Nelson Skalbania (en), un investisseur canadien qui déménage l'équipe à Calgary pour démarrer les Boomers de Calgary (en),, équipe qui sera dissoute après une seule saison en 1981,.
La franchise joue sa dernière rencontre à domicile le 23 août 1980 lors d'une large victoire de 6-1 face au Hurricane de Houston (en) devant 11 884 personne au Liberty Bowl Memorial Stadium et Tony Field (en) inscrit le dernier but de l'histoire du club,.

## Palmarès et résultats

### Palmarès
| Compétitions nationales | Soccer indoor                    |
| - Vierge                | - NASL indoor - Finaliste : 1980 |

### Bilan par saison

#### NASL (1978-1980)
| Saison | Ligue | Saison régulière | Saison régulière | Saison régulière | Saison régulière | Saison régulière | Saison régulière | Saison régulière | Position | Séries éliminatoires | Affluence |
| Saison | Ligue | M                | V                | N                | D                | BP               | BC               | Pts              | Position | Séries éliminatoires | Affluence |
| ------ | ----- | ---------------- | ---------------- | ---------------- | ---------------- | ---------------- | ---------------- | ---------------- | -------- | -------------------- | --------- |
| 1978   | NASL  | 30               | 10               | -                | 20               | 43               | 58               | 101              | 3e/4     | Non qualifié         | 9 032     |
| 1979   | NASL  | 30               | 6                | -                | 24               | 38               | 74               | 73               | 4e/4     | Non qualifié         | 7 137     |
| 1980   | NASL  | 32               | 14               | -                | 18               | 49               | 57               | 126              | 4e/4     | Non qualifié         | 9 864     |

#### Soccer indoor (1979-1980)
| Saison    | Ligue       | Saison régulière | Saison régulière | Saison régulière | Saison régulière | Saison régulière | Position | Séries éliminatoires | Affluence |
| Saison    | Ligue       | M                | V                | D                | BP               | BC               | Position | Séries éliminatoires | Affluence |
| --------- | ----------- | ---------------- | ---------------- | ---------------- | ---------------- | ---------------- | -------- | -------------------- | --------- |
| 1979-1980 | NASL indoor | 12               | 9                | 3                | 65               | 44               | 1er/5    | Finale               | 8 249     |

## Stade

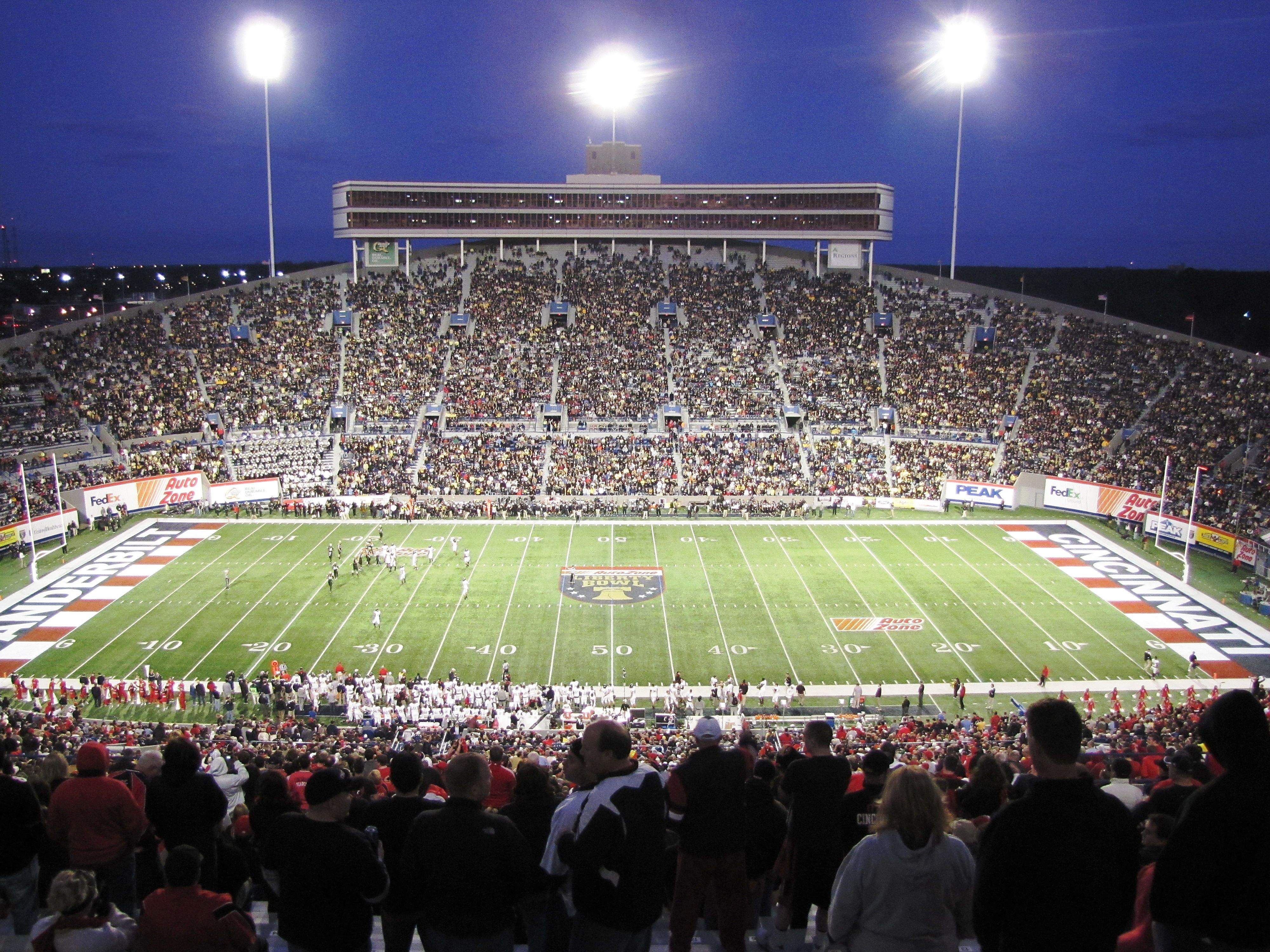
L'équipe joue ses saisons au Liberty Bowl Memorial Stadium entre 1978 et 1980.

L'unique stade à accueillir les Rogues est le Liberty Bowl Memorial Stadium, stade de l'équipe de football américain de l'Université de Memphis. Il a une capacité de 50 160 places. L'affluence moyenne sur leur première saison régulière est de 9 032 spectateurs. La moyenne de 9 864 atteinte en 1980 est le record du club.
Le record d'affluence de la franchise des Rogues est lors de leur première rencontre au Liberty Bowl Memorial Stadium devant 17 251 spectateurs pour la réception du Fury de Philadelphie (en) le 8 avril 1978.
Lors de leur saison de soccer intérieur (1979-1980), les Rogues évoluent au Mid-South Coliseum (en). Lors de la finale aller du championnat de NASL en intérieur, les Rogues jouent contre les Rowdies de Tampa Bay devant une foule de 9 081 spectateurs au Mid-South Coliseum. Leur unique saison en aréna est un succès,.

## Couleurs et blason

Memphis Rogues1978-1980[20]

## Personnalités du club

### Propriétaires
Le tableau suivant présente la liste des propriétaires de la franchise entre 1978 et 1980.
| Rang | Nom                                       | Période   |
| ---- | ----------------------------------------- | --------- |
| 1    | Harry T. Mangurian Jr. (en) & Bill Marcum | 1978–1979 |
| 2    | Avron Fogelman (en)                       | 1980      |

### Historique des entraîneurs
Le tableau suivant présente la liste des entraîneurs de la franchise entre 1978 et 1980.
| Rang | Entraîneur      | Période   | Matchs | Victoires | Défaites | % victoires |
| ---- | --------------- | --------- | ------ | --------- | -------- | ----------- |
| 1    | Malcolm Allison | 1978      | 0      | 0         | 0        | 00.00%      |
| 2    | Eddie McCreadie | 1978-1979 | 38     | 12        | 16       | 31.58%      |
| 3    | Charlie Cooke   | 1979-1980 | 54     | 18        | 36       | 33.33%      |